# Luigi Pellegrini Scaramuccia
Pour les articles homonymes, voir Pellegrini.
Luigi Pellegrini Scaramuccia (Pérouse, 1616 - Milan, 1680) est un peintre italien baroque du XVIIe siècle et un biographe des artistes de ce style.

## Biographie
Fils du peintre Giovanni Antonio Scaramuccia, Luigi Pellegrini Scaramuccia fut l'élève de Guido Reni avec Giovanni Domenico Cerrini.
Il a peint à Rome, Bologne et Milan, en particulier en 1670 une toile sur  Federico Borromeo visitant les lépreux pendant la peste de 1630  pour la bibliothèque Ambrosienne de Milan, un large projet promu par Antonio Busca pour la décoration de l'édifice en l'honneur de son fondateur. Un projet qui n'est pas sans rappeler les  Quadroni di San Carlo du Dôme de Milan  en l'honneur de saint Charles Borromée, cousin de Federico Borromeo.
Le peintre Francesco Cairo, son ami, fit de lui un portrait.

## Œuvres

### Peintures
- Résurrection, fresque du plafond de la Cappella della Pietà, transept gauche de l'église San Marco, Milan.
- Fresque des décorations de la  Sala Farnese au Palazzo d'Accursio de Bologne (avec  Carlo Cignani puis Lorenzo Pasinelli, Girolamo Bonini et  Giovanni Maria Bibiena).
- La Visite de Federico Borromeo aux lépreux pendant la peste de 1630, bibliothèque ambrosienne de Milan (avec  Ambrogio Besozzi, Cesare Fiore, Andrea Lanzani et Antonio Busca).
- Un cardinal invoquant la miséricorde divine pour la cessation de la peste, musée du Louvre, Paris

### Écrits
- Le finezze de' pennelli italiani : biographies des artistes du baroque de Bologne et de  Milan (publié en 1674 à Pavie).

## Sources
- (en) Cet article est partiellement ou en totalité issu de l’article de Wikipédia en anglais intitulé « Luigi Pellegrini Scaramuccia » (voir la liste des auteurs).